# Heiko Maas
Heiko Josef Maas (født 19. september 1966) er en tysk politiker, der var Tysklands udenrigsminister fra 14. marts 2018 til 8. december 2021 i Angela Merkels fjerde regering. Forinden udpegningen til udenrigsminister var han fra den 17. december 2013 til den 14 marts 2018 justits- og forbrugerminister. Han er medlem af det tyske socialdemokratiske parti SPD.
Maas er født i en katolsk familie i Saarlouis og er uddannet jurist. Forinden udpegningen som minister i forbundsregeringen var han aktiv politiker i forbundslandet Saarland, hvor han var miljø-, energi- og transportminister (1998–1999), minister for økonomi, arbejde, energi og transport (2012–2013) og vice-ministerpræsident (2012–2013).